# Конопльов Борис Всеволодович
Борис Всеволодович Конопльов (27 липня 1919, село Бистрий Істок, тепер Бійського району Алтайського краю, Російська Федерація — 3 грудня 2008, місто Перм, Російська Федерація) — радянський державний діяч, 1-й секретар Пермського обласного комітету КПРС, голова Пермського облвиконкому. Член ЦК КПРС у 1976—1989 роках. Депутат Верховної Ради Російської РФСР 4—6-го скликань. Депутат Верховної Ради СРСР 7—11-го скликань.

## Життєпис
Народився в родині службовців. Батько працював завідувачем магазину в системі споживчої кооперації, мати — вчителькою. У 1935 році закінчив середню школу.
У 1935—1939 роках — учень Пермського авіаційного технікуму за спеціальністю «виробництво кольорового лиття».
У 1939—1947 роках — технолог, контрольний майстер, старший майстер, начальник цеху, в 1947—1948 роках — заступник секретаря комітету ВКП(б) Молотовського (Пермського) карбюраторного заводу № 33 (339) імені Калініна. 
Член ВКП(б) з 1945 року.
У 1948—1950 роках — заступник завідувача відділ кадрів, секретар із кадрів, 2-й секретар Сталінського районного комітету ВКП(б) міста Молотова.
У січні 1950 — січні 1951 року — голова виконавчого комітету Сталінської районної ради депутатів трудящих міста Молотова.
У січні 1951 — грудні 1952 року — 1-й секретар Орджонікідзевського районного комітету ВКП(б) міста Молотова.
У грудні 1952 — вересні 1953 року — партійний організатор ЦК КПРС на будівництві Камської гідроелектростанції (ГЕС) в Молотовській області.
У вересні 1953 — жовтні 1954 року — 2-й секретар Молотовського міського комітету КПРС Молотовської області.
У жовтні 1954 — грудні 1960 року — 1-й секретар Молотовського (Пермського) міського комітету КПРС.
У грудні 1960 — січні 1963 року — 2-й секретар Пермського обласного комітету КПРС.
17 грудня 1962 — грудень 1964 року — голова виконавчого комітету Пермської промислової обласної ради депутатів трудящих.
У грудні 1964 — листопаді 1972 року — голова виконавчого комітету Пермської обласної ради депутатів трудящих.
23 листопада 1972 — 18 серпня 1988 року — 1-й секретар Пермського обласного комітету КПРС.
З серпня 1988 року — персональний пенсіонер союзного значення в Пермі.
Помер 3 грудня 2008 року в місті Пермі.

## Нагороди і звання
- три ордени Леніна (1957, 1975, 1979)
- два ордени Трудового Червоного Прапора (1966, 1969)
- орден Червоної Зірки (1945)
- медаль «За доблесну працю у Великій Вітчизняній війні 1941—1945 рр.»
- медаль «Ветеран праці»
- медалі
- Почесний громадянин Пермської області (1997)